# Ochna arenaria
Ochna arenaria là một loài thực vật có hoa trong họ Ochnaceae. Loài này được De Wild. & T.Durand mô tả khoa học đầu tiên năm 1900.